# Prosevania striatiscutis
Prosevania striatiscutis är en stekelart som först beskrevs av Cameron 1909.  Prosevania striatiscutis ingår i släktet Prosevania och familjen hungersteklar. Inga underarter finns listade i Catalogue of Life.